# Agent Orange (álbum)
| Críticas profissionais | Críticas profissionais |
| Avaliações da crítica  | Avaliações da crítica  |
| Fonte                  | Avaliação              |
| ---------------------- | ---------------------- |
| Allmusic               | [ 1 ]                  |
| Rock Hard              | [ 2 ]                  |

Agent Orange é o terceiro álbum de estúdio da banda alemã Sodom,[carece de fontes?] o último com o guitarrista Frank Blackfire antes de sua partida para se juntar ao Kreator. O conteúdo das letras deve-se à fascinação de Tom Angelripper com a Guerra do Vietnã, dedicando uma faixa ("Magic Dragon") ao avião de ataque Douglas AC-47, como também o nome do álbum e sua faixa-título ao desfolhante Agente Laranja. Foi o primeiro álbum de thrash metal a entrar nas paradas alemãs. Existe uma versão da canção "Ausgebombt" cantada em alemão, que foi lançada em um EP com o mesmo nome.
Em março de 2010, Agent Orange foi re-lançado em um digipack com faixas bônus, juntamente com encarte com as letras e repleto de fotos raras. Até hoje, Agent Orange vendeu mais do que qualquer outro álbum das bandas do thrash metal teutônico. Em 2005, Agent Orange foi classificado número 299 no livro da Rock Hard dos 500 Maiores Álbuns de Rock & Metal Albums de Todos os Tempos.

## Faixas
Todas as faixas compostas por Angelripper, Witchhunter e Blackfire.
| N.º | Título                | Duração |  |
| 1.  | "Agent Orange"        | 5:04    |  |
| 2.  | "Tired and Red"       | 5:26    |  |
| 3.  | "Incest"              | 4:40    |  |
| 4.  | "Remember the Fallen" | 4:21    |  |
| 5.  | "Magic Dragon"        | 6:00    |  |
| 6.  | "Exhibition Bout"     | 3:36    |  |
| 7.  | "Ausgebombt"          | 3:05    |  |
| 8.  | "Baptism of Fire"     | 4:04    |  |

### Versões remasterizadas
| CD 1 |                                   |         |  |
| N.º  | Título                            | Duração |  |
| 1.   | "Agent Orange"                    | 6:04    |  |
| 2.   | "Tired and Red"                   | 5:26    |  |
| 3.   | "Incest"                          | 4:40    |  |
| 4.   | "Remember the Fallen"             | 4:21    |  |
| 5.   | "Magic Dragon"                    | 6:00    |  |
| 6.   | "Exhibition Bout"                 | 3:36    |  |
| 7.   | "Ausgebombt"                      | 3:05    |  |
| 8.   | "Baptism of Fire"                 | 4:04    |  |
| 9.   | "Don't Walk Away (cover de Tank)" | 2:55    |  |

| CD 2 |                               |         |  |
| N.º  | Título                        | Duração |  |
| 1.   | "Incest (live)"               |         |  |
| 2.   | "Agent Orange (live)"         |         |  |
| 3.   | "Tired And Red (live)"        |         |  |
| 4.   | "Remember The Fallen (live)"  |         |  |
| 5.   | "Ausgebombt (live)"           |         |  |
| 6.   | "Ausgebombt (german version)" |         |  |

## Integrantes
- Tom Angelripper - Baixo, vocal
- Chris Witchhunter - Bateria, percussão e vocal de apoio
- Frank Blackfire - Guitarra, vocal de apoio